# Municipio de Lomax
El municipio de Lomax (en inglés: Lomax Township) es un municipio ubicado en el condado de Henderson en el estado estadounidense de Illinois. En el año 2010 tenía una población de 850 habitantes y una densidad poblacional de 9,84 personas por km².

## Geografía
El municipio de Lomax se encuentra ubicado en las coordenadas 40°40′26″N 91°4′46″O / 40.67389, -91.07944. Según la Oficina del Censo de los Estados Unidos, el municipio tiene una superficie total de 86.37 km², de la cual 74,63 km² corresponden a tierra firme y (13,59 %) 11,74 km² es agua.

## Demografía
Según el censo de 2010, había 850 personas residiendo en el municipio de Lomax. La densidad de población era de 9,84 hab./km². De los 850 habitantes, el municipio de Lomax estaba compuesto por el 96,94 % blancos, el 0,35 % eran afroamericanos, el 0,24 % eran amerindios, el 0,59 % eran asiáticos, el 0,12 % eran de otras razas y el 1,76 % eran de una mezcla de razas. Del total de la población el 3,06 % eran hispanos o latinos de cualquier raza.